# Tolgahan Sayışman
Turgut Tolgahan Sayışman (ur. 17 grudnia 1981 w Stambule) – turecki aktor, model i prezenter.

## Życiorys

### Wczesne lata
Urodził się w Stambule. Uczęszczał do szkoły średniej w Kadıköy w okolicach Stambułu. Ukończył Doğuş Üniversitesi na wydziale biznesu.

### Kariera
W 2004 otrzymał tytuł najlepszego modela Turcji. Był na okładkach magazynów takich jak „Esquire” (w kwietniu 2013), „Cosmopolitan” (w czerwcu 2014), „Life” (w maju 2017), „Living” (w lipcu 2017), „Lux” (w kwietniu 2018) i „beMAN” (w listopadzie 2019).
W 2005 w Korei Południowej reprezentował Turcję w międzynarodowym konkursie Manhunt International, gdzie zdobył tytuł mistrza świata. Studiował aktorstwo. Następnie wziął udział w serialu Esir Kalpler. Był gospodarzem programu Top Model, a także Acemi Cadı (2006) i Hepsi1 (2007).

## Życie prywatne
W maju 2015 związał się z Almedą Abazi-Sayişman, prezenterką telewizyjną i Miss Albanii 2008, którą poślubił 13 lutego 2017 w Los Angeles. Mają syna Efehana (ur. 2019).

## Filmografia
| Rok       | Tytuł               | Rola            |
| 2006      | Esir Kalpler        | Levent Ertekin  |
| 2006      | Maçolar             | Tuncay          |
| 2007      | Dicle               | Ferhat          |
| 2007–2009 | Elveda Rumeli       | Namık/Mustafa   |
| 2007      | Hepsi1              | Ali Koş         |
| 2008      | Aşk Tutulması       | Uğur            |
| 2009      | Kavak Yelleri       |                 |
| 2009      | Aşk Geliyorum Demez | Ali             |
| 2010–2014 | Lale Devri          | Çınar Ilgaz     |
| 2014      | Sürgün              | Sedat           |
| 2015–2016 | Tylko z tobą        | Yiğit Kozan     |
| 2016      | Bizans Oyunları     | Prens Adonis    |
| 2017–2018 | Czarna perła        | Kenan Celebi    |
| 2018      | Bir Umut Yeter      | Yılmaz Karabey  |
| 2019-2020 | Şampiyon            | Fırat Bölükbaşı |